# Єрусалимські алеї
Єрусалимські алеї (Алєє Єрозолімскє) (пол. Aleje Jerozolimskie) — одна з найголовніших і найдовших вулиць Варшави. На ній знаходяться Національний Музей і вокзал «Варшава-Центральна». Над північною частиною вулиці домінують збудовані за останні 20 років хмарочоси.
Спочатку назва вулиці була Єрусалимська Дорога, потім Єрусалимська вулиця і походила від поселення євреїв, збудоване Августом Сулковським, що називалося Новий Єрусалим. Вздовж сучасної вулиці знаходилася дорога до поселення і хоча поселення було швидко ліквідовано, а євреї з нього перебралися до міста, назва дороги залишилася.
Остаточно вулиця була закладена в роках 1823—1824, а на перехресті з вулицею Маршалковською, був побудований Віденський Вокзал. Будинки на вулиці будувалися в стилі модерн.
В роках 1904—1913 був побудований віадук, що вів до мосту Понятовського.
Під час німецької окупації, Алеї називалися «Reichstraße». Більша частина забудови була знищена у Варшавському повстанні. Натомість після війни було прийнято рішення відбудовати Алеї, але в новому соцреалістичному стилі, особливо це видно на початку Алей, від вулиці Нови Свят до збігу з Маршалковською.

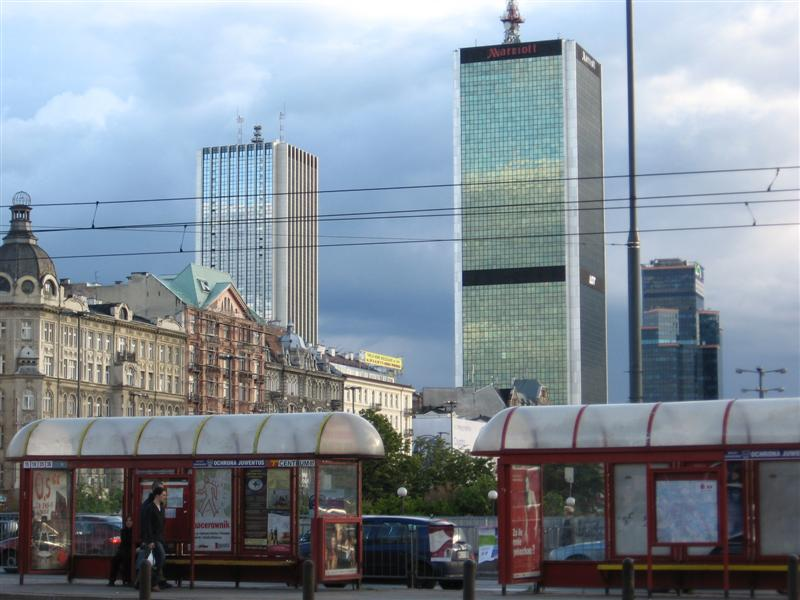
Єрусалимські Алеї біля станції метро «Центрум»
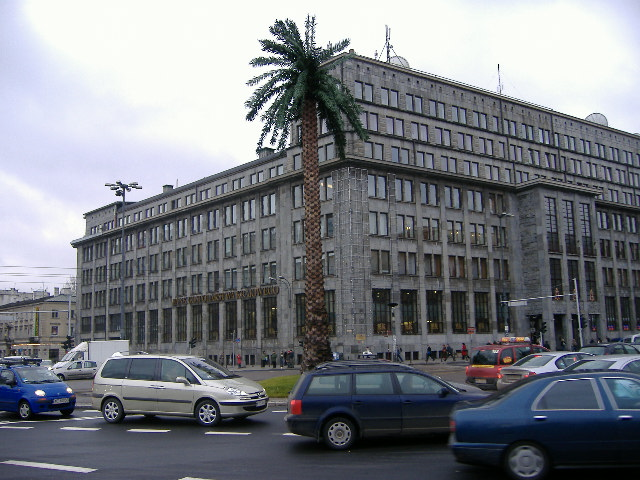
Збіг Алей і вулиці Нови Свят
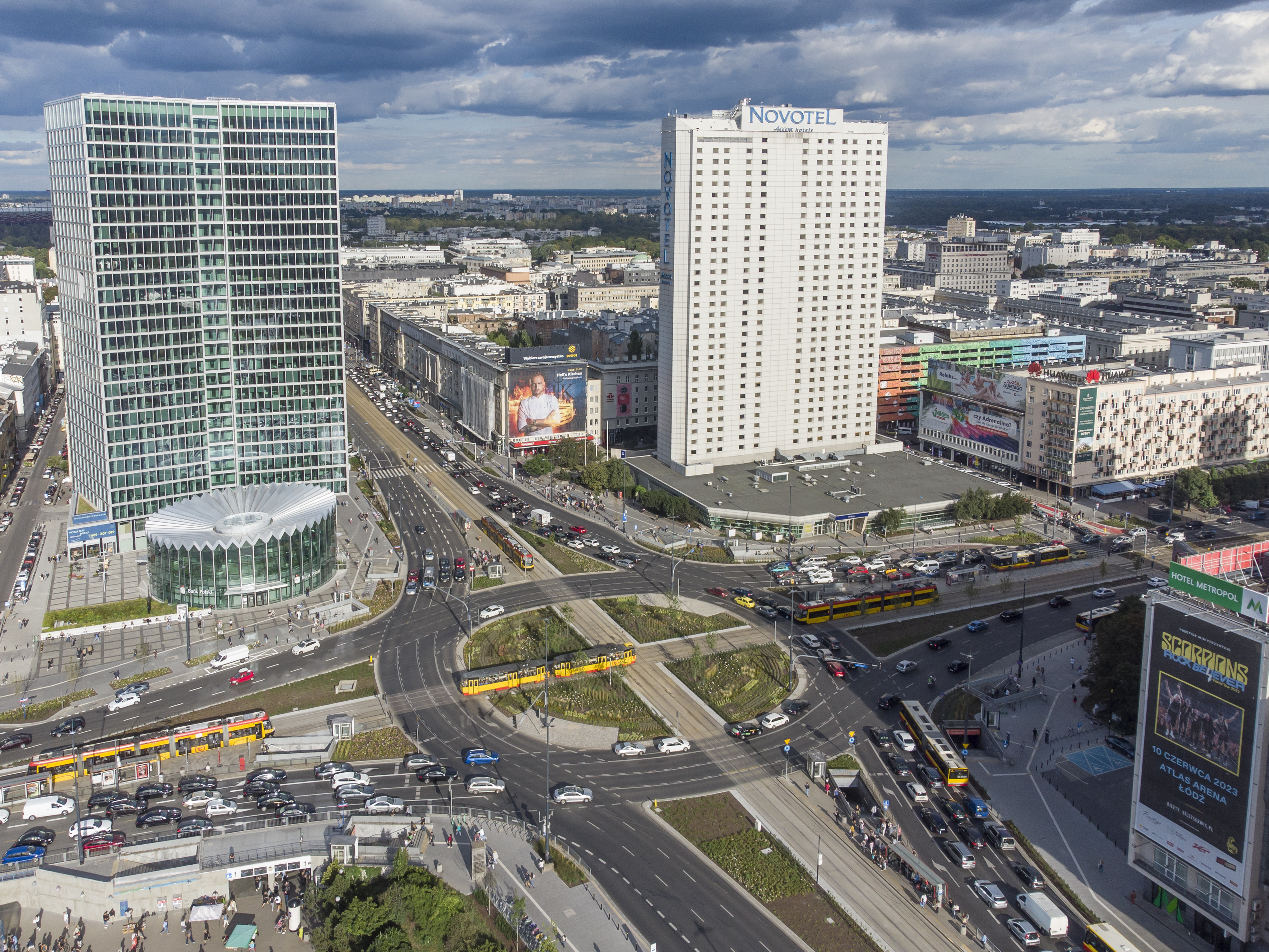
Єрусалимські Алеї і вулиця Маршалковська
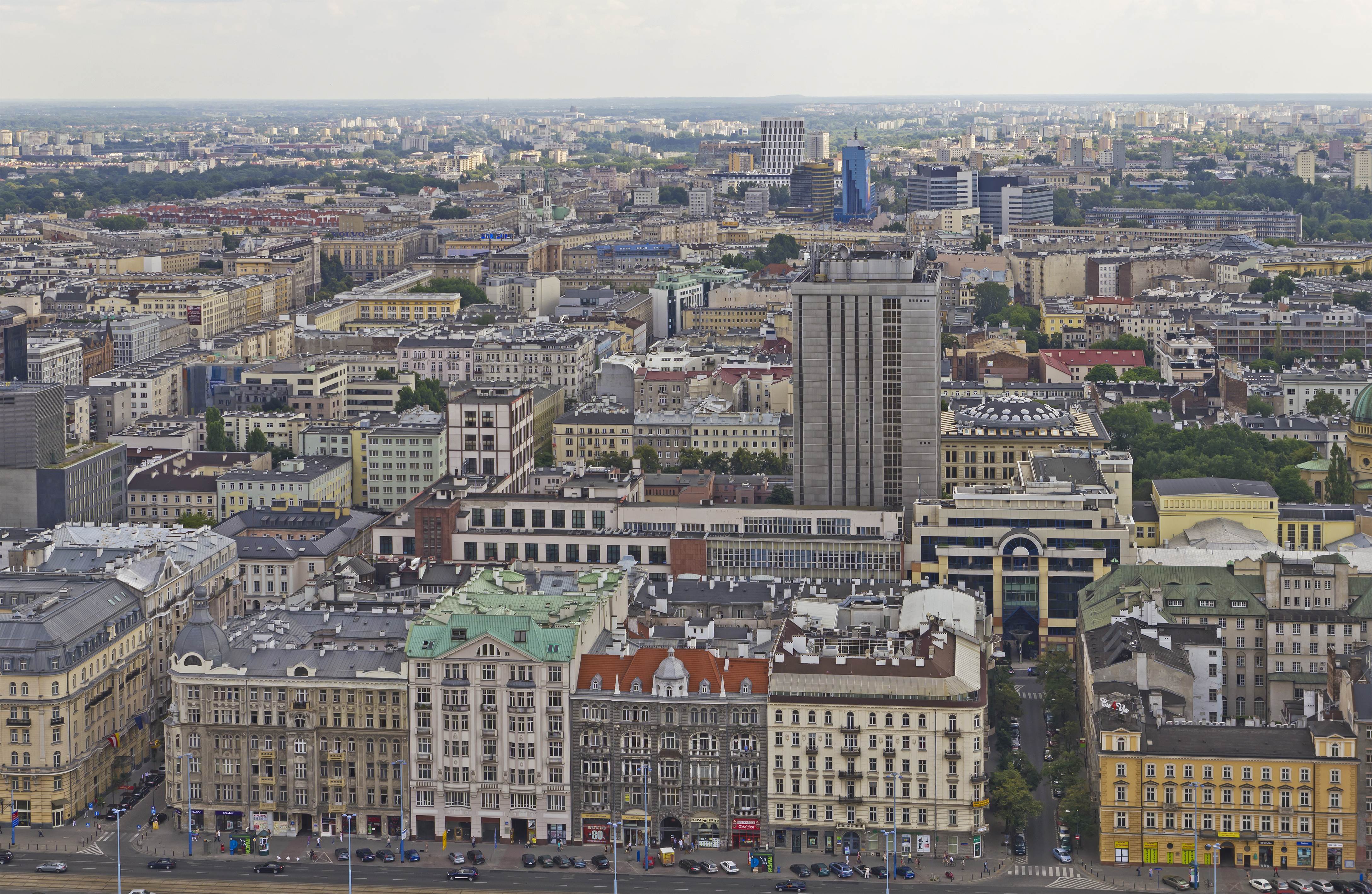
Вид на Алеї з Палацу Культури